# Correo ultramarino La Coruña-Montevideo
El Correo Ultramarino La Coruña - Montevideo fue un servicio de correo marítimo regular, trimestral primero y bimestral a partir de 1778, entre las ciudades de La Coruña y Montevideo establecido por el marqués de Grimaldi y que comenzó en 1767 para cubrir las necesidades postales de España con sus colonias en América del Sur siguiendo el ejemplo del Correo Ultramarino La Coruña - La Habana establecido en 1764 por el rey Carlos III. El rey dictó ese año una "Instrucción que deben observar los capitanes pilotos de los paquebotes destinados al correo establecido cuatro veces al año desde el Puerto de La Coruña al de Montevideo".
La primera fragata en cubrir el servicio fue La Princesa que zarpó de La Coruña el 15 de diciembre de 1767, partiendo de destino el 18 de junio de 1768 y arribando a La Coruña el 24 de septiembre de 1768. Otras fragatas que hicieron el recorrido fueron La Diana, La Diligencia, La Nueva Cantabria, El Patagón y El Tucumán. Para salvar los gastos los barcos estaban autorizados a transportar caldos y fierros desde España y retornar con cueros. Desde Montevideo el servicio continuaba en lanchas hasta Buenos Aires y luego se distribuía entre las carreras a Potosí, Santiago de Chile y Asunción. Desde 1784 hubo un servicio fijo entre Montevideo y Buenos Aires, que iba por tierra hasta Colonia del Sacramento y desde allí en lanchas (chasqueras) a Buenos Aires.
El 31 de julio de 1767 el gobernador del Río de la Plata, Francisco de Paula Bucarelli, nombró como administradores provisorios del correo marítimo, con sede en Buenos Aires, a Domingo de Basavilbaso (hasta 1771) y a su hijo Manuel de Basavilbaso. Una Real Cédula del 16 de octubre de 1768 organizó la renta de correos con el marqués de Grimaldi como superintendente general de correos y postas de dentro y fuera de España y de las Indias. Desde el 6 de abril de 1802 los correos marítimos fueron integrados en la Real Armada. La comunicación de España con Montevideo cesó en 1814 con la caída de la ciudad.